# Borstbeeld van koningin Wilhelmina (Albina)
Er bevond zich een borstbeeld van koningin Wilhelmina in Albina, Marowijne, Suriname.
Het beeld was een initiatief van de burgers van Albina en werd op 6 september 1898 onthuld aan de oever van de Marowijnerivier. Deze dag viel samen met de troonsbestijging van koningin Wilhelmina. De onthulling werd bijgewoond door burgers uit alle bevolkingsgroepen, evenals de burgemeester van het Franse Saint-Laurent. De officiële onthulling werd voltrokken door luitenant Couvée, met bijval van kerkklokken, Chinees vuurwerk en een menigte die meerdere keren uitriep Leve de Koningin Wilhelmina. Er was verder nog een zangvoorstelling van een Arowakse en een Aukaanse jongen. Vervolgens werden twee bloemstukken van zusters van Laurent aan het beeldhouwwerk bevestigd.
Het beeld werd in 1909 verplaatst van het Wilhelminaterrein naar een nieuw ingericht terrein aan de Emmastraat, dat toen per resolutie van het gouvernement werd omgedoopt naar Wilhelminapark.
In april 1988 was het beeld er nog. Op enig moment erna is het beeld verdwenen; de sokkel bleef staan.